# Hasso von Manteuffel
Hasso-Eccard Freiherr von Manteuffel, né le 14 janvier 1897, mort le 24 septembre 1978, est un général et homme politique allemand. Durant la Seconde Guerre mondiale, il dirigea de vastes unités blindées et reçut la croix de chevalier de la croix de fer avec feuilles de chêne, glaives et brillants. Après guerre, il fut élu au parlement allemand et fut le porte-parole du Parti libéral-démocrate (Freie Demokratische Partei ou FDP). En tant que partisan du réarmement, il fut à l'origine du nouveau nom de l'armée allemande : la Bundeswehr.

## Début de carrière militaire
Von Manteuffel naquit à Potsdam dans une famille noble prussienne. En 1908, il intégra une école militaire en tant que cadet. Il rejoignit l'armée impériale allemande le 22 février 1916 en tant qu'officier dans un régiment de hussards. En avril 1916, lors de la Première Guerre mondiale, il fut intégré au sein du 5e escadron du 3e régiment de hussards de la 6e division d'infanterie prussienne stationnée sur le front de l'Ouest. Il fut blessé le 12 octobre 1916 lors des combats en France. Après sa convalescence, il retourna au service actif en février 1917 et fut affecté à l'état-major général de la division.
Avec l'arrivée de la révolution allemande de la fin 1918, il fut assigné à un poste de surveillance du pont sur le Rhin à Cologne, permettant ainsi une retraite sans problèmes de l'armée allemande depuis la France et la Belgique. Après la dissolution de l'armée impériale, il intégra le Freikorps en janvier 1919. Il rejoignit en mai 1919 la nouvelle armée allemande, la Reichswehr, dans le 25e régiment de cavalerie à Rathenow.
Il épousa, le 23 juin 1921, Armgard von Kleist, la nièce du futur Generalfeldmarschall Ewald von Kleist, qui lui donna deux enfants. Au début des années 1920, von Manteuffel était à la tête d'un peloton du 3e régiment monté Prusse, devenant plus tard premier lieutenant dans le régiment. Le 1er février 1930, il devint commandant du peloton technique.
Le 1er octobre 1932, il fut transféré au 17e régiment monté bavarois à Bamberg où il commanda un escadron.

## Troisième Reich

### Avant sa participation au conflit
Deux ans plus tard, le 1er octobre 1934, il est transféré à nouveau, cette fois-ci dans le régiment monté Erfurt. Le 15 octobre 1935, il est nommé commandant du 2e bataillon de fusiliers-motocyclistes, une unité de la 2e division de panzers d'Heinz Guderian. Entre 1936 et 1937, il sert en tant que major dans l'état-major de la division et comme officier instructeur. Le 25 février 1937, il devient consultant auprès du commandement des troupes de panzers à l'Oberkommando des Heeres, le  commandement suprême de l'armée de terre. Peu avant la Seconde Guerre mondiale, le 1er février 1939, il est nommé professeur à l'école des troupes de panzers à Berlin-Krampnitz où il reste jusqu'en 1941. C'est en raison de ce travail qu'il ne participe pas aux premières campagnes allemandes, en Pologne et en France.

### Commandant de troupes sur le front
Le 1er mai 1941, on lui attribue le poste de commandant du 1er bataillon du 7e régiment de fusiliers de la 7e division de panzers. C'est avec cette unité que, élève de Guderian, il entra en guerre sous le commandement d'Hermann Hoth qui était à la tête du 3e groupe de panzers lors de l'invasion de l'Union soviétique. Son chef est tué au combat et von Manteuffel prend le commandement du 6e régiment de fusiliers de la 7e division de panzers.
En mai 1942, après d'intenses combats près de Moscou lors de l'hiver 1941-1942, la 7e division de panzers est transférée en France. Le 15 juillet 1942, alors que la division récupère en France, von Manteuffel prend le commandement de la 7e brigade de grenadiers de la 7e division de panzers.
Au début de l'année 1943, von Manteuffel est envoyé en Afrique où, à partir du 5 février 1943, il devient commandant de la division von Manteuffel (en), sous les ordres de Hans-Jürgen von Arnim, commandant de la 5e armée de panzers et, à ce titre, subordonné d'Erwin Rommel. Manteuffel participe aux opérations défensives dans le cadre de la bataille de Tunisie, conduisant de manière efficace les contre-offensives et bloquant de ce fait les attaques alliées. Le 31 mars, il s'évanouit d'épuisement et est évacué en Allemagne. Le 1er mai 1943, toujours convalescent, il est nommé major général en raison de ses états de service en Afrique.
Après cet épisode, il est placé à la tête de la 7e division de panzers le août 1943, revenant ainsi sur le front de l'Est où la situation s'était passablement dégradée après l'échec allemand à Koursk et les contre-attaques soviétiques. Malgré sa blessure au dos lors d'une attaque aérienne le 26 août 1943, von Manteuffel reste sur le terrain et continue la guerre en Ukraine. Après des combats acharnés à Kharkov, Belgorod et près du Dniepr, il contribue à enrayer l'avancée de l'Armée rouge. Au mois de novembre, il s'empare de Jytomyr et sauve ainsi la 8e division de panzers, quasiment encerclée au nord de la ville, participant au succès de la contre-offensive allemande.
Cet exploit lui vaut le titre de commandant de la division d'élite des grenadiers Großdeutschland le 1er février 1944. Avec cette division, il participe à une longue série de batailles défensives à l'ouest de Kirovograd mais il doit rebrousser chemin à travers l'Ukraine et réorganise ses troupes en Roumanie à la fin du mois de mars 1944. Il reprend ses opérations défensives jusqu'en juin, cette fois-ci au nord de la Roumanie, mais les hommes de la Großdeutschland commencent à montrer de nombreux signes d'épuisement. L'unité est alors placée en réserve jusqu'à la fin juillet où on lui donne l'ordre de se déplacer vers l'est de la Prusse, région alors fortement mise en danger par l'Armée rouge. Celle-ci a écrasé le groupe d'armées Centre lors de l'opération Bagration. Von Manteuffel lance une coûteuse contre-attaque en Lituanie, couronnée de succès puisqu'il réussit à stabiliser le front. Mais cette opération est menée au détriment du groupe d'armées Nord, bloqué dans la poche de Courlande après la défaite du Groupe d'armées Centre.
Le 1er septembre 1944, il reçoit le grade de général des troupes de panzers et le commandement de la 5e armée de panzers, déployée sur le front de l'Ouest. Il s'oppose à la 2e DB française, qui opère au sein de la 3e armée de George S. Patton, à Dompaire en Lorraine où les troupes françaises détruisent 53 chars allemands sur les 90 engagés, puis 16 des 45 chars arrivés en renfort.
Les forces de Manteuffel doivent se retirer et sont mises en réserve en attendant la bataille des Ardennes.
Devant tenir le rôle principal dans l'offensive dans les Ardennes, l'armée de von Manteuffel réussit l'une des pénétrations les plus profondes dans les lignes alliées lors de l'offensive, réussissant presque à atteindre la Meuse. À cette occasion, il est le témoin de l'optimisme des unités engagées et de la confiance dans les plans conçus sous la direction de Hitler en personne. En dépit de cet optimisme, son armée ne parvient pas aux objectifs qui lui ont été assignés, ses unités étant la cible de l'aviation alliée dès le 24 décembre 1944.
Le 2 mars 1945, von Manteuffel est nommé commandant de la 3e armée de panzers, unité de 45 000 soldats déployée sur le front de l'Est, placée dans le groupe d'armées Vistule, chargé de couvrir Berlin par le Nord ; il commande effectivement à partir du 10 mars, date de sa prise de poste. Il organise le raidissement de la défense, dans un premier temps sur la rive orientale du fleuve, exploitant au mieux les possibilités de l'estuaire de la Vistule. le 16 mars, face à une offensive soviétique, il informe Berlin de sa situation et obtient l'abandon de la rive orientale du fleuve, définitivement abandonnée le 20.
Son rôle était de défendre non seulement les rives de l'Oder, au nord des Seelower Höhen (hauteurs de Seelow), pour tenter d'empêcher l'Armée rouge de pénétrer en Poméranie-Occidentale et d'attaquer Berlin, mais aussi de flanquer au Nord la partie centrale, ou encore d'assurer la défense de Stettin et de Swinemünde, bases arrière des unités allemandes engagées dans la défense de Dantzig. Mais le déséquilibre des forces déployées et des ordres en total décalage avec les moyens dont il dispose dépassent ses compétences.
Face à l'offensive lancée sur le Bas-Oder, où sont déployées ses unités, il exploite au mieux la configuration du delta et les travaux récents de mise en défense, la position Niebelung, dans sa partie Nord, et fait habilement donner les unités placées en réserve sur toutes les unités soviétiques qui parviennent à franchir le fleuve, parvenant à tenir la rive occidentale pendant 4 journées. Cependant, le 25 avril 1945, le 2e front biélorusse franchit les lignes de la 3e armée de panzers près de Stettin (Szczecin) et traverse les marais de Randow.
Commandant d'une armée en cours de désintégration, comme il le signale le 27 avril au chef d'état-major du groupe d'armée Vistule (il donne cependant, la veille encore, l'ordre de tirer sur les unités qui se débandent), Manteuffel décide de battre en retraite jusqu'au Mecklenbourg où ses troupes capitulèrent face aux Alliés le 3 mai 1945, évitant ainsi la capture par les Soviétiques. Le 29 avril, après le renvoi de Heinrici, il refuse, lors d'une entrevue orageuse avec Keitel, de prendre le commandement de son groupe d'armées.

## Après-guerre
Von Manteuffel fut prisonnier de guerre dans un camp allié jusqu'en septembre 1947. Après sa libération, il se lança dans une carrière politique au sein du Parti libéral démocrate (FDP) et fut représentant au Bundestag de 1953 à 1957.
En août 1959, il fut condamné à 18 mois de prison par un tribunal de Düsseldorf pour avoir ordonné, en 1944, l'exécution sommaire d'un jeune soldat pour défaillance devant l'ennemi.
Il fut invité aux États-Unis où il visita le Pentagone et rencontra le président Dwight D. Eisenhower à la Maison-Blanche. En 1968, il donna des conférences à l'Académie militaire de West Point et travailla comme consultant militaire pour les studios de cinéma.
Il est mort en Autriche à Reith im Alpbachtal dans le Tyrol, le 24 septembre 1978.

## Grades
| Grade                                 | Date               |
| ------------------------------------- | ------------------ |
| Enseigne                              | 22 février 1916    |
| Lieutenant                            | 28 avril 1916      |
| Premier-lieutenant                    | 1er avril 1925     |
| Rittmeister (équivalent de capitaine) | 1er avril 1934     |
| Major                                 | 1er octobre 1936   |
| Lieutenant-colonel                    | 1er avril 1939     |
| Colonel                               | 1er octobre 1941   |
| Major-général                         | 1er mai 1943       |
| Lieutenant-général                    | 1er février 1944   |
| Général de panzers                    | 1er septembre 1944 |

## Décorations
- Croix du Mérite militaire d'Autriche 4e Classe
- Croix du Mérite militaire de Bavière 3e Classe
- Croix du Mérite de guerre de Brunswick 2e classe
- Insigne de combat des blindés en Argent
- Croix du Mérite de guerre 2e Classe
- Bande de bras Afrika
- Insigne des blessés en Argent
- Croix de fer (1939)
  - 2e classe
  - 1re classe
- Croix de chevalier de la croix de fer avec feuilles de chêne, glaives et brillants
  - Croix de chevalier le 31 décembre 1941)
  - 332e feuilles de chêne le 23 novembre 1943
  - 50e glaives le 22 février 1944
  - 24e diamants le 18 février 1945